# Elegum
Elegun (em iorubá: Elégùn) é a palavra que exprime o conceito dos iniciados nas religiões tradicionais iorubás e de matriz africana, como o candomblé e o batuque, e que são sujeitos ao transe de incorporação, no Brasil, são conhecidos por "médium" ou "rodante". Os iniciados que não possuem esse tipo de mediunidade não são considerados eleguns.